# Kapros von Elis
Kapros (altgriechisch Κάπρος Πυθαγόρου Ἠλείος Kápros Pythagórou Eleíos „Kapros, Sohn des Pythagoras aus Elis“) war ein aus Elis stammender Olympiasieger im Ringkampf und im Pankration.
Kapros, Sohn des Pythagoras aus Elis, siegte während der 142. Olympischen Spiele im Jahr 212 v. Chr., und zwar sowohl im Ringkampf als auch im Pankration. Das Besondere seiner Leistung war der Umstand, dass er diesen Doppelsieg an einem einzigen Tag vollbracht hat, was vor ihm allein Herakles, der mythische Begründer der Spiele in Olympia, geschafft hatte. Er war daher ein Paradoxos oder Paradoxonikes, einer jener Sieger der Olympischen Spiele, die an einem Tag mehrere der wichtigen Wettkämpfe gewonnen hatten. Zudem war Kapros der erste von insgesamt sieben „Heraklessiegern“, die diese Siege in der herakleischen Schwerathletik errangen – der letzte war Nikostratos aus Kilikien im Jahr 37 n. Chr.
Während Kapros seinen Sieg im Ringkampf gegen seinen Landsmann und Sieger der Spiele des Jahres 216 v. Chr., Paianios von Elis, errang, besiegte er im Pankration den aus Theben stammenden Böoter Kleitomachos, einen weltbekannten Athleten, der als einziger Grieche an einem Tag im Faustkampf, Ringen und Pankration bei den Isthmischen Spielen siegte und Sieger der Olympischen Spiele des Jahres 216 v. Chr. im Faustkampf und im Pankration war. Für beide Siege wurde ihm je eine Siegerstatue in der Altis Olympias aufgestellt.